# میئونگیل-دونگ
میئونگیل-دونگ (به لاتین: Myeongil-dong) یک منطقهٔ مسکونی در کره جنوبی است که در Gangdong District واقع شده‌است.